# Tasman Limited
Der Tasman Limited war der Paradezug der Tasmanian Government Railways (TGR) und der letzte Fernverkehrszug Tasmaniens. Erstmals angeboten wurden die Verbindungen am 5. April 1954.

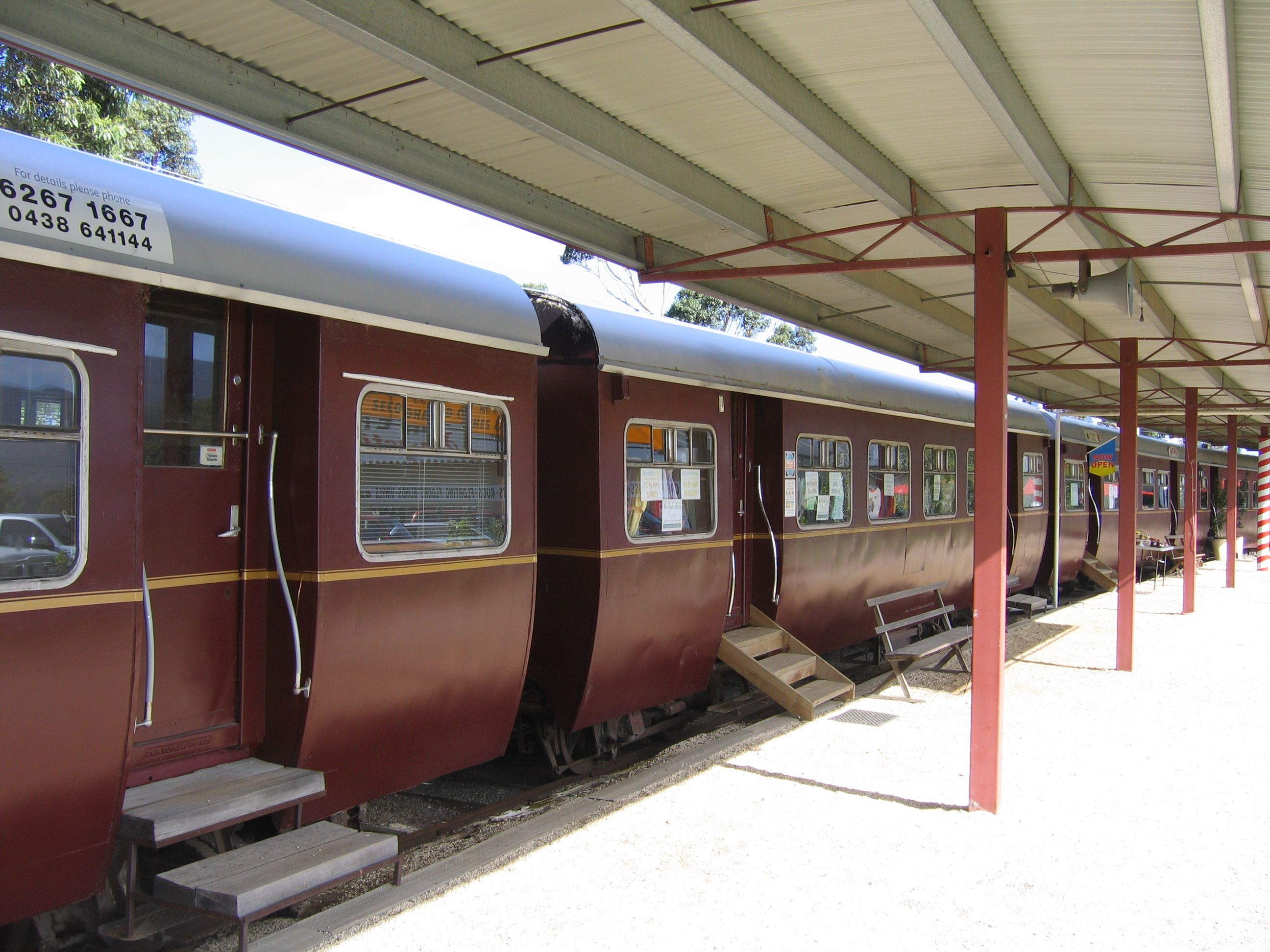
Tasman Limited als Margate Market Train

Der Tasman Limited entstand zu einer Zeit, als sich der Bahnverkehr in Tasmanien bereits im Niedergang befand und verschiedene Untersuchungen empfohlen hatten, das Personenzugangebot einzuschränken, nicht auszubauen. Gleichwohl entschied sich die Bahn zu diesem Angebot.
Ursprünglich wurde der Zug in vier Einzelleistungen gefahren, einem Zugpaar zwischen Hobart und Launceston und einem Zugpaar zwischen Launceston und Wynyard. Jeder dieser Züge hatte einen eigenen Namen: Tamar, Table Cape, Launcestonian und Derwent. Dabei kamen Dieseltriebwagen der Gattung DP zum Einsatz. Die Verbindungen wurden dreimal pro Woche angeboten.
Schon am 6. Dezember 1954 wurde das Angebot umstrukturiert. Der Fahrplan wurde geändert: Die Verbindung wurde nun montags bis samstags bedient. Ab dem 15. Dezember 1955 kamen lokomotivbespannte Wagenzüge zum Einsatz. Die neun Wagen waren Eigenbauten der Werkstätten der TGR. Da diese Zahl nicht ausreichte, gab es ein Zugpaar, das mit diesen Wagen die Strecke zwischen Hobart und Wynyard befuhr, und ein Zugpaar, das mit anderen Wagen im Anschluss an diesen Hauptzug zwischen Western Junction und Launceston verkehrte.
Ab Februar 1978 wurde die Leistung wieder auf drei Tage in der Woche reduziert. Im März desselben Jahres übernahm die australische National Railways Commission die tasmanische Eisenbahn, was dazu führte, dass der Tasman Limited aufgegeben wurde. Die Abschiedsfahrt fand am 28. Juli 1978 statt. Die Fahrzeuge wurden zuletzt für einen Sonderzug am 8. Oktober 1978 eingesetzt und danach abgestellt. 1979 wurde ein Teil der Wagen an einen oder mehrere Privatkunden verkauft und in Margate, einem Ort südlich von Hobart, aufgestellt. Die Wagen werden dort unter der Bezeichnung Margate Market Train als Geschäftslokale und Café genutzt. Davor gestellt wurde eine Dampflokomotive, die aber diese Wagen nie gezogen hatte. Andere Wagen wurden umgebaut, als Dienstwagen verwendet oder verschrottet.